# Soběslav
Soběslav (in tedesco Sobieslau) è una città della Repubblica Ceca facente parte del distretto di Tábor, in Boemia Meridionale.